# 미나미후나바시역
미나미후나바시역(일본어: 南船橋駅, みなみふなばしえき)은 일본 지바현 후나바시시에 있는 철도역이다.

## 타는 곳
| 1 | 게이요 선   | 가이힌마쿠하리・소가 방면                                                               |
| 2 | 무사시노 선 | 니시후나바시・신마쓰도・무사시우라와・후추혼마치 방면(당역 출발)                        |
| 3 | 무사시노 선 | 니시후나바시・신마쓰도・무사시우라와・후추혼마치 방면(당역 출발)                        |
| 4 | 게이요 선   | 마이하마・신키바・도쿄 방면                                                             |
| 4 | 무사시노 선 | 니시후나바시・신마쓰도・무사시우라와・후추혼마치 방면(가이힌마쿠하리에서부터 오는 열차) |

## 역세권 정보
- 게이요 도로(국도 14호선) 하나와 나들목
- 도쿄 만
- 야쓰 간석지
- 후나바시 경마장

## 역사
- 1986년 3월 3일: 영업 개시.

## 인접역
| 동일본 여객철도 ■ 게이요 선  | 동일본 여객철도 ■ 게이요 선 | 동일본 여객철도 ■ 게이요 선    |
| ---------------------------- | --------------------------- | ------------------------------ |
| 신우라야스 도쿄 방면         | 쾌속                        | 가이힌마쿠하리 소가 방면       |
| 후타마타신마치 도쿄 방면     | 각역정차                    | 신나라시노 소가 방면           |
| 니시후나바시 후추혼마치 방면 | 무사시노 선                 | 신나라시노 가이힌마쿠하리 방면 |